# NGC 4127
NGC 4127 este o galaxie spirală situată în constelația Girafa. A fost descoperită în 12 decembrie 1797 de către William Herschel. Se află la o distanță de 31,62 de megaparseci de Pământ.